# Beata Szydło
Beata Szydło (pronunciación en polaco [bɛ.ˈata ˈʂɨ.dwɔ]), nacida Beata Maria Kusińska, Oświęcim (Polonia), 15 de abril de 1963, es una política polaca, Vicepresidenta del partido Ley y Justicia, diputada en el Parlamento polaco desde 2005 y primera ministra de Polonia desde el 16 de noviembre de 2015 y hasta el 11 de diciembre de 2017.
A principios de 2015 dirigió la campaña de Andrzej Duda en la que fue elegido presidente de Polonia. El éxito favoreció su nombramiento para liderar el partido en las elecciones generales celebradas el 25 de octubre de 2015. Considerada como euroescéptica, en sus entrevistas declara que se formó en los valores que defiende en política: familia, atención a las clases más desfavorecidas y respeto a la iglesia católica como referente para la sociedad.

## Biografía
Es hija de un minero de la cuenca carbonífera del sur de Polonia. Nació en Oświęcim, una ciudad más conocida por su nombre alemán Auschwitz y ha mantenido su residencia en un pueblo cercano cerca de donde viven sus padres. En sus entrevistas declara que se formó en los valores que defiende en política: familia, atención a las clases más desfavorecidas y respeto a la iglesia católica como referente para la sociedad.
Comenzó su carrera como etnógrafa para doctorarse posteriormente en filosofía en la Universidad Jaguelónica de Cracovia. En 1997 obtuvo un diploma en gestión cultural en la Escuela de Altos Estudios Comerciales de Varsovia (SGH Warsaw School of Economics) y en 2001 un diploma de administración territorial en la Universidad de Economía de Cracovia.
De 1987 a 1995 trabajó en el Museo Histórico de Cracovia antes de convertirse en directora de la casa de cultura de Brzeszcze localidad minera de la que en 1998 es elegida alcaldesa y donde se mantuvo como regidora hasta 2005. Al mismo tiempo es consejera de distrito de Oświęcim, elegida bajo las siglas de la Acción Electoral Solidaridad (AWS).
En las elecciones legislativas de Polonia de 2005 fue elegida diputada por el partido Ley y Justicia y ha sido reelegida en 2007 y 2011. Se convierte en tesorera del partido en 2014.
A principios de 2015 dirigió la campaña electoral de Andrzej Duda candidato de Ley y Justicia a las elecciones presidenciales finalmente elegido presidente de Polonia venciendo por sorpresa al liberal Bronislaw Komorowski. El triunfo de Duda le dio el espaldarazo para su avance en primera línea política.
En la convención de Ley y Justicia celebrada el 20 de junio de 2015 fue nombrada candidata del partido para primera ministra en las elecciones generales de octubre de 2015.

## Vida personal
En 1987 se casó con Edward Szydlo, profesor. La pareja tiene dos hijos. El mayor, Tymoteusz fue ordenado sacerdote en mayo de 2017. El menor, Błażej, es estudiante de medicina.